# Pertoltice (district de Kutná Hora)
Pour les articles homonymes, voir Pertoltice.
Pertoltice (en allemand : Pertoltitz) est une commune du district de Kutná Hora, dans la région de Bohême-Centrale, en République tchèque. Sa population s'élevait à 158 habitants en 2020.

## Géographie
Pertoltice se trouve à 6 km à l'est-nord-est de Zruč nad Sázavou, à 23 km au sud-sud-ouest de Kutná Hora et à 65 km au sud-est de Prague.
La commune est limitée par Slavošov au nord-ouest, par Zbraslavice au nord, par Bohdaneč au nord-est, par Bělá à l'est, par Vlastějovice au sud, par Horka II au sud-ouest et par Dolní Pohleď à l'ouest.

## Histoire
La première mention écrite de la localité date de 1352.

## Administration
La commune se compose de six quartiers :
- Pertoltice
- Budkovice
- Chlístovice
- Laziště
- Machovice
- Milanovice